# Carobius spinosus
Carobius spinosus is een insect uit de familie van de bruine gaasvliegen (Hemerobiidae), die tot de orde netvleugeligen (Neuroptera) behoort. 
Carobius spinosus is voor het eerst wetenschappelijk beschreven door New in 1988.